# Hôtel Cesbron de la Roche
L'Hôtel Cesbron de la Roche est un hôtel particulier du XVIIIe siècle situé 13 rue Maréchal-Foch, dans la ville de Cholet, en Maine-et-Loire.